# Красулька
Красулька — колишнє село Козелецького району, Чернігівської області. На поч. ІІ пол. ХХ ст. приєднане до села Євминка.

## Історія
За даними на 1859 рік у козацькому й казенному селі Красулька мешкало 592 особи (283 чоловічої статі та 309 — жіночої), налічувалось 239 дворових господарств.
Станом на 1886 у селі Красулька мешкало 631 особа, налічувалось 154 дворових господарства, існував постоялий будинок За переписом 1897 року кількість мешканців зросла до 1894 осіб (905 чоловічої статі та 989 — жіночої), з яких 1856 — православної віри.